# Norges officielle flagdage
Norge har 16 officielle flagdage, disse er:
| Dato         | Anledning                                                |
| ------------ | -------------------------------------------------------- |
| 1. januar    | 1. nytårsdag                                             |
| 21. januar   | H.K.H. Prinsesse Ingrid Alexandras fødselsdag            |
| 6. februar   | Samefolkets dag                                          |
| 21. februar  | H.M. Kong Harald Vs fødselsdag                           |
| 1. maj       | Offentlig højtidsdag, arbejdernes internationale kampdag |
| 8. maj       | VE-dag 1945                                              |
| 17. maj      | Grundlovsdag                                             |
| 7. juni      | Unionsopløsningen 1905                                   |
| 4. juli      | H.M. Dronning Sonjas fødselsdag                          |
| 20. juli     | H.K.H. Kronprins Haakons fødselsdag                      |
| 29. juli     | Olsokdagen                                               |
| 19. august   | H.K.H. Kronprinsesse Mette-Marits fødselsdag             |
| 25. december | Juledag                                                  |
| Bævegelig    | Påskedag                                                 |
| Bevægelig    | Pinsedag                                                 |
| Bevægelig    | Dagen for stortingsvalg                                  |